# Heidi Thamestrup
Heidi Pernille Thamestrup (født 10. august 1969 i Aarhus) var landsformand for Landsforeningen Autisme 2013-2020.
Heidi Thamestrup er uddannet pædagog fra VIA University i 2004 og har en eksportsælgeruddannelse fra Århus Handelshøjskole fra 1998. Derudover har Heidi Thamestrup en journalistuddannelse,  Ajour ved Frontløberne  i Aarhus fra 1991. Samt en master i ledelse fra Aarhus Universitet 2024. Heidi er certificeret LA2 underviser 2024.
Heidi Thamestrup er tidligere direktør for Beskæftigelsescenter Unge samt direktør for Det Nationale Autismeinstitut, bestyrelsespost i Sofiefonden samt i Samrådet (af specialskoler i Danmark), medlem af Central Administration i Autism Europe,, bestyrelsesmedlem i VISOs faglige bestyrelse, Ankestyrelsens Praksisudvalg, Psykolognævnet samt i DUKHs bestyrelse.
Thamestrup blev formand for Landsforeningen Autisme i 2013 efter den tidligere formand døde i en trafikulykke. Hun tabte på foreningens repræsentantskabsmøde 31. oktober 2020 formandsvalget til Kathe Bjerggaard Johansen med 26 mod 27 stemmer. Senere blev repræsentantskabsmødet suspenderet da der ikke kunne findes kandidater nok til gennemføre  valg af hovedbestyrelse, hvorefter Thamestrup midlertidigt fortsatte som formand, idet repræsentantskabsmødet formelt ikke var afsluttet. Et flertal i hovedbestyrelsen afsætte hende dog som formand 26. december 2020, hvorefter et ekstraordinært repræsentantskabsmøde 9. januar 2021 bekræftede Kathe Bjerggaard Johansens valg til ny formand.